# خنجر طلا
خنجر طلا (به انگلیسی: Gold Dagger) یک جایزه ادبی است که سالانه توسط انجمن جرم نویسندگان در بریتانیا برای بهترین رمان جنایی سال اعطا می‌شود.
برای پنج سال اول، مدال افتخار انجمن به عنوان جایزه عبور شاه ماهی سرخ شناخته شده بود.
از سال ۱۹۹۵ تا سال ۲۰۰۲، جایزه با حمایت شرکت ماکالان به دست می‌آمد و به عنوان خنجر طلای ماکالان شناخته شده بود.
در سال ۲۰۰۶، به دلیل حمایت مالی جدید بانک Duncan Lawrie، جایزه رسماً به نام این بانک تغییر نام داد و به ارزش ۲۰٬۰۰۰ پوند تعیین شد و خنجر طلا از نظر ارزش پولی بزرگترین جایزه داستان جنایی در جهان شد. در سال ۲۰۰۸، بانک حامی بی سر و صدا حمایت خود را تأمین جوایز برداشت. در نتیجه، نام جایزه دوباره به خنجر طلا تغییر یافت ولی مبلغ آن از £۲۰٬۰۰۰ به £۲٬۵۰۰ کاهش یافت.
از سال ۱۹۶۹ تا سال ۲۰۰۵، یک خنجر نقره‌ای به نفر دوم نیز اهدا می‌شد و هنگامی که بانک Duncan Lawrie از جایزه حمایت کرد این جایزه حمایت نشد و از دور خارج شد.
انجمن جرم نویسندگان همچنین جایزه دوسالانه خنجر طلا را برای اثر غیر داستانی و به چند نفر دیگر جایزه خنجر اعطا می‌کند.